# Eugene Merle Shoemaker
Eugene Merle Shoemaker (28/04/1928- 18/07/1997) còn được gọi là Gene Shoemaker là một nhà địa chất học người Mỹ và là người sáng lập ngành hành tinh học. Ông được biết đến là người đồng khám phá ra sao chổi Shoemaker-Levy 9 cùng với vợ Carolyn Shoemaker và David H. Levy.

## Cuộc sống khi còn trẻ và giáo dục chính quy
Shoemaker sinh ra ở Los Angeles, California, con trai của Muriel May (tên khi bé Scott), một giáo viên, và George Estel Shoemaker, người làm việc trong nông nghiệp, kinh doanh, giảng dạy và phim ảnh. Cha mẹ anh là người bản địa của Nebraska. Trong thời thơ ấu của Gene, họ chuyển đến giữa Los Angeles, thành phố New York, Buffalo, New York và bang Utah, khi George làm nhiều công việc khác nhau. George ghét sống ở các thành phố lớn, và khá hài lòng khi nhận công việc giám đốc giáo dục cho một trại bảo tồn dân sự (CCC) ở bang Utah. Vợ anh sớm thấy cuộc sống trong một cabin xa xôi không thỏa mãn. Họ đã thỏa hiệp, khi Muriel có một công việc giảng dạy ở Buffalo. Cô có thể giảng dạy tại Trường Thực hành Buffalo của Trường Cao đẳng Sư phạm Bang tại Buffalo trong suốt năm học trong khi Gene ở bên mình, sau đó cả hai sẽ quay trở lại bang Utah trong thời gian mùa hè Niềm đam mê nghiên cứu đá của Gene đã bị đốt cháy bởi các khóa học giáo dục khoa học do Bảo tàng Giáo dục Buffalo cung cấp. Ông đăng ký vào trường Thực hành năm lớp bốn, và bắt đầu thu thập các mẫu khoáng sản. Trong vòng một năm, anh cũng tham gia các khóa học buổi tối cấp trung học. Gia đình chuyển về Los Angeles vào năm 1942, nơi Gene đăng ký vào trường trung học Fairfax ở tuổi mười ba. Anh học xong cấp ba sau ba năm. Trong thời gian đó ông cũng đã chơi vĩ cầm trong dàn nhạc trường, xuất sắc trong thể dục dụng cụ, và có một công việc mùa hè như một mài kim cương người học việc.

Gene ghi danh vào Caltech năm 1944, ở tuổi mười sáu. Các bạn cùng lớp của anh đã lớn hơn, trưởng thành hơn và đang trên đường nhanh chóng tốt nghiệp trước khi phục vụ trong Thế chiến II. Gene phát triển mạnh với tốc độ nhanh và lấy được bằng cử nhân năm 1948, ở tuổi 19. Anh ta ngay lập tức thực hiện nghiên cứu về đá biến chất Precambrian ở phía bắc New Mexico, kiếm được M. Sc. bằng cấp từ Caltech năm 1949. 

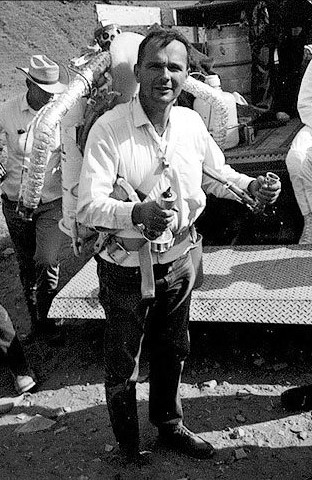
Eugene Shoemaker wearing a Bell Rocket Belt while training astronauts.

## Quá trình nghiên cứu vũ trụ
Luận văn về Thạch học liên quan đến đá thời tiền sử đã giúp ông có được học vị thạc sĩ một năm sau đó và mở đường cho ông đến với Cục Khảo sát địa chất Hoa Kỳ (USGS), một tổ chức mà ông vẫn cộng tác trong suốt phần đời còn lại của mình. Công việc đầu tiên của ông ở USGS có liên quan đến việc tìm kiếm khoáng sản uranium ở Colorado và Utah.
Trong khi làm nhiệm vụ này, ông tỏ ra thích thú với Mặt trăng, muốn du hành lên đó, tìm hiểu về tác động của thiên thạch và những vụ phun trào núi lửa trong việc hình thành các hố sâu trên bề mặt chị Hằng. Sau đó, ông bắt tay thực hiện công trình Tiến sĩ tại ĐH Princeton, dự định tiếp tục nghiên cứu về thạch học biến chất. Tuy nhiên quá trình này bị gián đoạn khi USGS một lần nữa điều ông đến thực địa, điều tra về núi lửa, những miệng phun bị xói mòn, nơi chất uranium thường hiện diện. Shoemaker nghiên cứu Mặt Trăng và mơ ước được khoác lên mình bộ đồ phi hành gia, dạo bước trên xứ sở xa xôi này. Tuy nhiên, ông không bao giờ có cơ hội thực hiện ước mơ đó. Bệnh Addison đã dập tắt hy vọng trở thành phi hành gia của ông.
Shoemaker là nhà địa chất đam mê nghiên cứu hố va chạm. Ông góp phần khẳng định Barringer, hố trũng nổi tiếng sâu 173 m gần Flagstaff, bang Arizona, Mỹ, hình thành do thiên thạch đâm xuống. Ông cũng là người ủng hộ và đấu tranh cho giả thuyết về thiên thạch va chạm khiến khủng long tuyệt chủng 66 triệu năm trước. Nhờ việc lập bản đồ một số hố trũng trên Mặt Trăng, ông mang lại bước tiến lớn trong việc nghiên cứu địa chất của vệ tinh tự nhiên này.
Năm 1961, Cơ quan Khảo sát Địa chất Mỹ (USGS) xây dựng Chương trình Nghiên cứu Địa chất vũ trụ và chọn Shoemaker, người được coi là cha đẻ của ngành địa chất vũ trụ, để dẫn dắt. Ông cũng tham gia các chuyến thực địa đến hố Barringer và một số địa điểm khác, đào tạo phi hành gia Apollo tương lai cách lấy mẫu đất đá.
Với những cống hiến cho tri thức nhân loại, ông được tổng thống George H.W. Bush trao Huân chương Khoa học Quốc gia năm 1992.
Nghiên cứu của ông góp phần vào việc phát hiện sao chổi Shoemaker-Levy 9, vật thể đâm vào sao Mộc năm 1994. Một trong những người phát hiện sao chổi này là Carolyn, đồng nghiệp và cũng là vợ Eugene.

## Người duy nhất dưới Trái Đất được an táng trên Mặt Trăng
Ngày 18/7/1997, hai vợ chồng ông gặp một tai nạn nghiêm trọng khi tham gia giao thông khi đi khám phá hố thiên thạch ở Australia, Carolyn sống sót nhưng Eugene không may qua đời. Carolyn Porco, cựu sinh viên của Shoemaker, đồng thời là nhà khoa học hành tinh tại Đại học Arizona, nghĩ ra cách để tưởng niệm và tôn vinh ông. Porco lập kế hoạch đưa 28 gram tro cốt của ông sau khi hỏa táng lên tàu vũ trụ Lunar Prospector (NASA). Công ty Celestis chế tạo khoang đựng tro cốt bằng vật liệu polycarbonate.
Lunar Prospector rời bệ phóng từ Trạm không quân Cape Canaveral, bang Florida, ngày 6/1/1998. Hơn một năm sau, khi kết thúc nhiệm vụ nghiên cứu, con tàu được điều khiển đâm xuống gần cực nam, tro cốt của Shoemaker được bọc đồng cũng theo đó lưu lại trên Mặt Trăng. Tên và ngày sinh, ngày mất của ông được khắc bằng tia laser trên một hình ảnh của sao chổi Hale - Bopp, một hình ảnh hố thiên thạch ở Arizona, và hai câu thơ trích từ tác phẩm bất hủ Romeo and Juliet. Vào ngày 31/7/1999, phi vụ kết thúc khi NASA cho đáp con tàu lên bề mặt Mặt trăng, mang theo Shoemaker trong đó và biến ông ta trở thành người đầu tiên và duy nhất cho đến nay được chôn ngoài thế giới loài người."Mỗi khi nhìn lên Mặt Trăng, chúng tôi sẽ luôn biết Eugene đang ở đó", Carolyn Shoemaker chia sẻ trong một thông cáo báo chí năm 1998.